# Amand von Maastricht
Der Hl. Amandus, auch Amand (* um 575 in Poitou; † um 676 in Elno, heute Saint-Amand-les-Eaux), war Missionar in Flandern und Bischof von Tongeren-Maastricht.

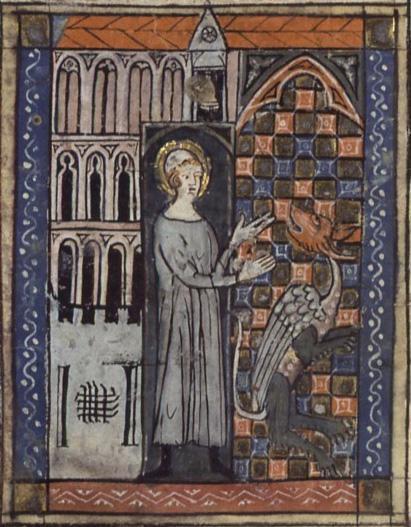
Der heilige Amand und die Schlange, 14. Jahrhundert

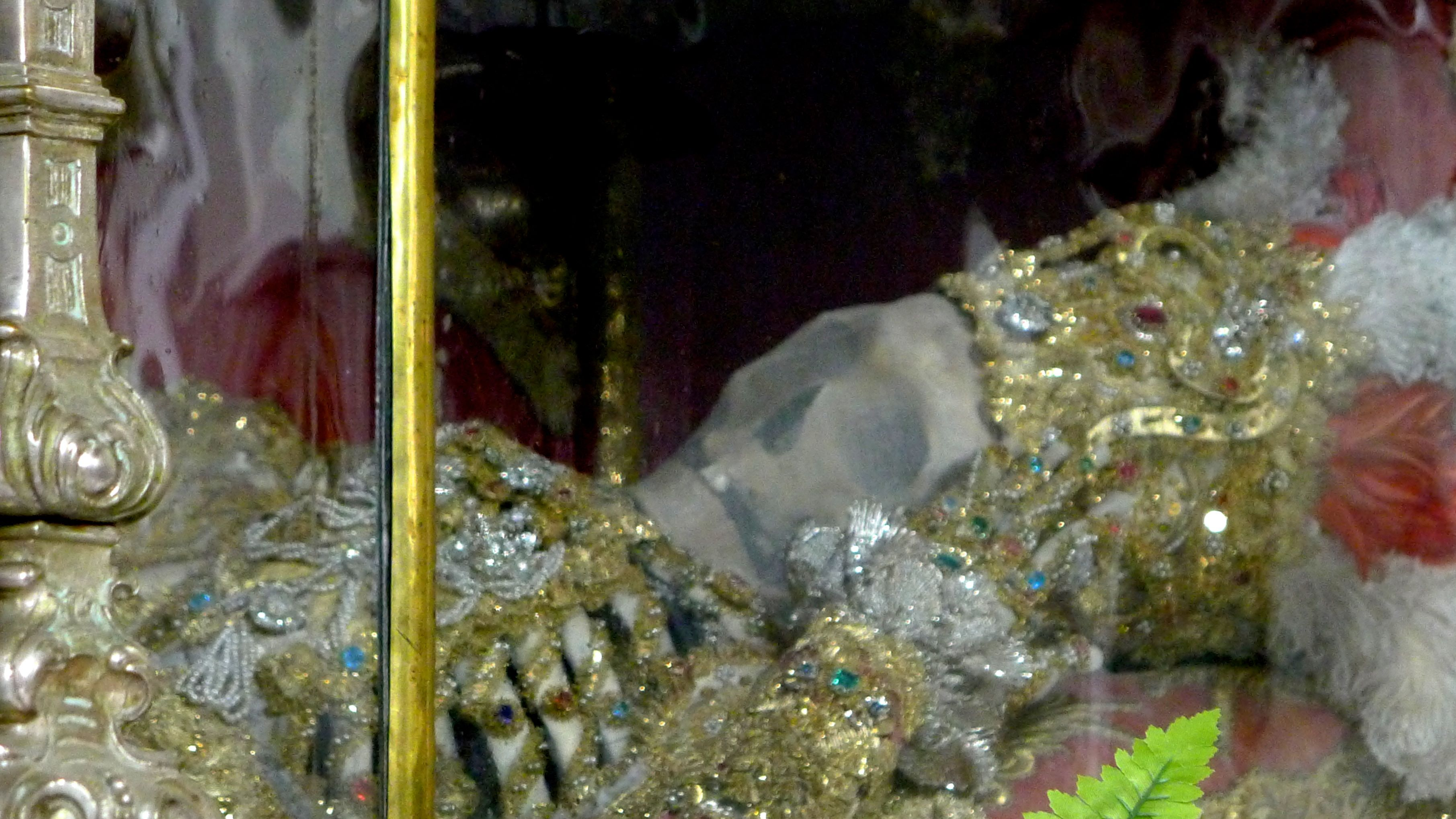
Reliquienschrein des Amand von Maastricht

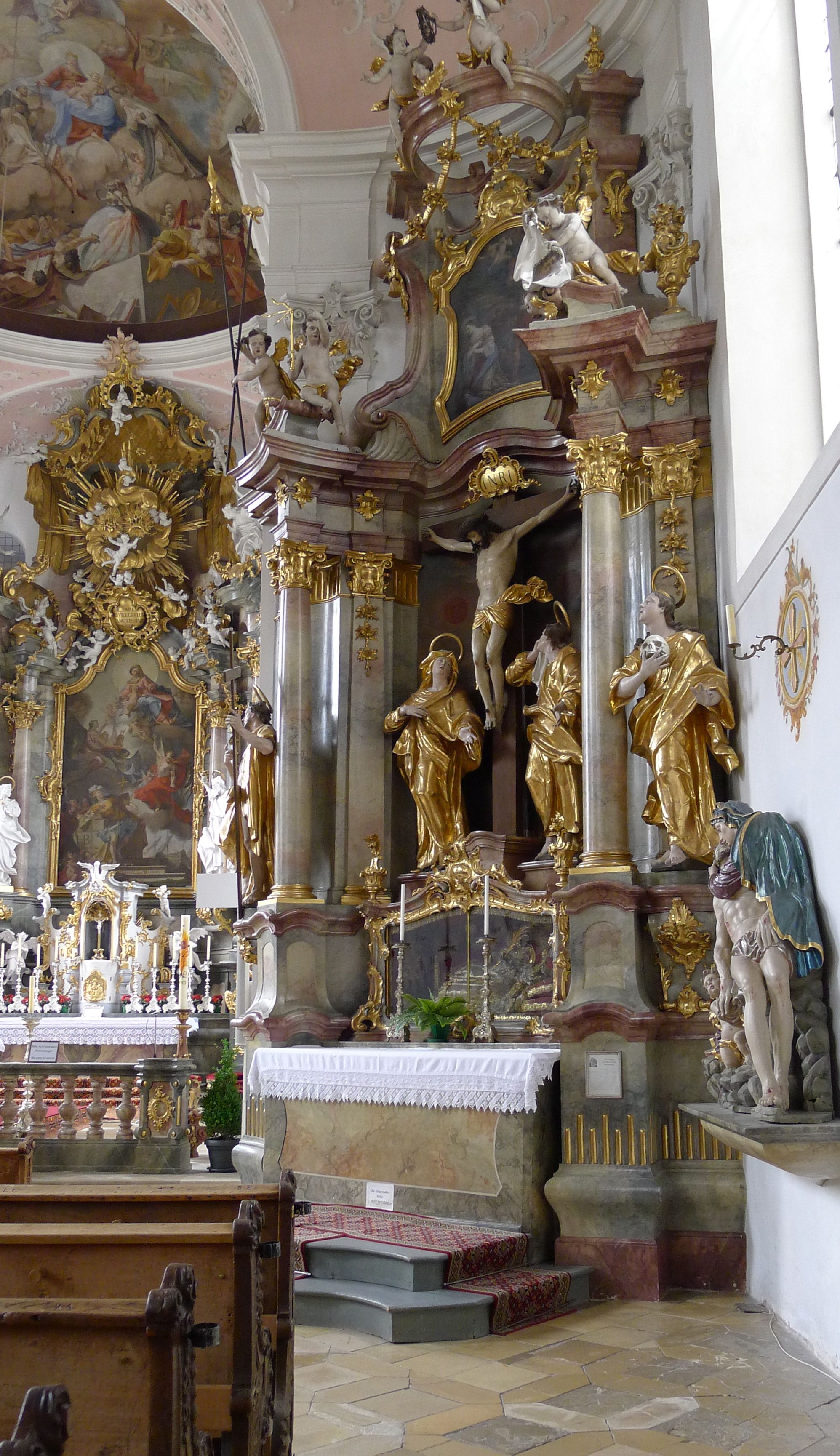
Reliquienschrein des Amand von Maastricht in St. Peter und Paul in Oberammergau, rechter Seitenaltar

## Name
Amandus hat in seinem Leben an verschiedenen Orten gewirkt, und so wird er je nach Land und Thema als Amandus von Tongeren, Amandus von Maastricht, Amandus von Gent oder Amandus von Elno bezeichnet. Verwechslungen mit den Hll. Amandus von Straßburg, Amandus von Worms und Amantius von Rodez, die im Französischen auch mit Saint-Amand bezeichnet werden, sind möglich.

## Leben
Amandus schlug frühzeitig eine Laufbahn ein, in der allein er bei seiner römischen Abkunft öffentlich wirken konnte. Er diente der Kirche durch Predigt, Bekehrung und Stiftung von Klöstern. Zuerst Missionar unter Basken und Slawen, wurde er unter Dagobert II., der ihn als strengen Sittenrichter verbannte, sonst aber wirksam unterstützte, der Apostel Belgiens.
Er gründete als Wanderbischof die Klöster Blandinium und St. Bavo in Gent und das später nach ihm benannte Kloster Sankt-Amand (Elno) bei Tournai, stand 647–649 dem Bistum Tongern-Maastricht vor, verzichtete auf dasselbe, da er des verwilderten Klerus nicht Herr wurde, trotz der Abmahnungen Papst Martins I. Er gründete Marchiennes und regte die Gründung des Klosters Nivelles an, wandte sich der Heidenbekehrung in den Scheldegebieten, dann wieder dem beschaulichen Leben in seinem Kloster Elno zu, wo er um das Jahr 675 starb.
Reliquien des hl. Amandus befinden sich seit 1760 in der Pfarrkirche St. Peter und Paul in Oberammergau. Auch das Wappen von Herongen nimmt auf ihn Bezug. Dort ist er Schutz- und Kirchenpatron.
Sein Kult ist teilweise vermischt mit dem zeitgleich auftretenden Amandus von Worms; manche Historiker halten sie sogar für identisch.

## Gedenktag
Folgende Kirchen erinnern am an Amandus:
- 6. Februar: Evangelische Kirche in Deutschland (Gedenktag im Evangelischen Namenkalender)[1]
- 6. Februar und 26. Oktober: Römisch-katholische Kirche[2]